# Kuegrat
Der Kuegrat (auch Kuhgrat genannt) ist ein 2123 m ü. M. hoher Berg im Fürstentum Liechtenstein. Er ist der höchste Gipfel in der Drei-Schwestern-Kette, die im äußersten Nordwesten des Rätikon, einer Gebirgsgruppe der westlichen Zentralalpen, liegt.

## Lage
Der Kuegrat liegt auf der Grenze der Liechtensteiner Gemeinden Schaan und Planken am Westrand des Plankner Garselli südwestlich vom Garsellikopf (2105 m) und nordöstlich der Gafleispitze (1983 m). Das Gipfelkreuz wurde 1983 von den Rovern aus Schaan aufgestellt.

## Nennenswerte Gipfel der Umgebung (Entfernung, Himmelsrichtung)
- Garsellikopf 2105 m (514 m, 34°)
- Drei Schwestern 2052 m (1450 m, 46,7°)
- Galinakopf 2198 m (4830 m, 108,8°)
- Alpspitz 1997 m (2050 m, 193°)
- Gafleispitze 1983 m (961 m, 206°)
- Alvier 2343 m (12750 m, 238,8°)

## Aufstieg
Der Gipfel ist ohne besondere Schwierigkeiten auf Wander- und Bergwegen zu erreichen.
Die Überschreitung der Drei-Schwestern-Kette beschert dem Kuegratgipfel die meisten Besucher.
- von Gaflei via Fürstensteig, Gafleisattel und Gafleispitze
- von Gaflei via Alp Bargälla, Chemmi, Gafleisattel und Gafleispitze
- von Planken zur Gafadurahütte und weiter via Drei-Schwestern-Steig über die Drei Schwestern und den Garsellikopf
- von Schaan via Alpila-Hütte (selten begangen)